# Christian World Communions
Con il termine Christian World Communions (CWC) si indicano sia famiglie di chiese con comuni radici teologiche e storiche, sia un'organizzazione di incontro tra queste famiglie (in taluni contesti indicata come Conference of Christian World Communions o CCWC), il cui scopo è quello di migliorare la conoscenza reciproca e condividere informazioni, relazioni e documenti. Vengono anche elaborati ed approvati documenti di consenso teologico eventualmente concordati tra coppie di diverse Comunioni (i cosiddetti Dialoghi Bilaterali Internazionali - International Bilateral Dialogues - IBDs). Si tratta di una delle due maggiori iniziative di dialogo ecumenico mondiali.

## Primo livello organizzativo: le Communions
In questa organizzazione le singole chiese sono raggruppate per affinità in gruppi internazionali detti appunto Christian World Communions, che eleggono ciascuna un loro segretario generale. Ogni comunione raggruppa chiese e denominazioni aventi tradizioni ecclesiali o caratteristiche simili, pur riconoscendo l'esistenza e la legittimità delle altre.
Le singole Communions sono molto diverse tra loro: alcune sono composte da una chiesa singola (come la Cattolica e la Avventista), altre di chiese integrate e strettamente vincolate l'una all'altra (come la Federazione Mondiale Luterana), altre di libere associazioni con tenui legami che le uniscono. Dal punto di vista del numero di fedeli rappresentati poi le differenze tra le Comunioni sono enormi.

## Secondo livello: la Conferenza dei Segretari
Il vero e proprio organismo di incontro tra le chiese è costituito dalla conferenza dei segretari (Conference of Secretaries - CS/CWC). Questo organismo si riunisce annualmente, abitualmente per 3 giorni in ottobre, ogni volta in un paese diverso. Partecipano poche persone per permettere la reciproca conoscenza in quel breve arco di tempo. Non sono ammessi né osservatori né giornalisti.

## Chiese rappresentate
Con questo doppio livello di rappresentanza, questa organizzazione è la più numerosa tra quelle che uniscono il mondo cristiano. Si stima che le Chiese coinvolte contino in tutto circa due miliardi di fedeli. Infatti nelle attuali 19 comunioni sono presenti la maggior parte delle chiese cristiane: la Chiesa cattolica, la maggior parte delle chiese ortodosse, la Comunione Anglicana e più di una decina di Comunioni protestanti, comprese molte di quelle che non partecipano agli organismi ecumenici (come la Federazione Mondiale Luterana, l'Alleanza Mondiale Battista e alcune comunioni di chiese pentecostali ed evangelicali).

## Origine storica
La prima comunione internazionale di chiese a formarsi storicamente fu quella anglicana con la Conferenza di Lambeth del 1873. Sempre nel XIX secolo nacquero anche l'Alleanza delle Chiese Riformate (Alliance of Reformed Churches poi evolutasi in Comunione Mondiale delle Chiese Riformate o World Communion of Reformed Churches), il Consiglio Metodista Mondiale (World Methodist Council) e l'Unione Vetero Cattolica (Old Catholic Union). Fu però il secolo 20° a vedere la nascita della maggior parte dell'attuale ventina di comunioni. 
L'organismo di incontro nacque nel 1957, anno in cui le prime 7 comunioni tennero la loro prima Conferenza. Da allora l'incontro si è tenuto ogni anno, con poche eccezioni (1960, 1961 e 1975)..

## Rapporti con il movimento ecumenico
Si è molto discusso sul fatto che questo sia un vero e proprio organismo ecumenico o meno. Gli organismi ecumenici (il principale dei quali è il Consiglio Ecumenico delle Chiese - WCC) hanno come finalità la costruzione dell'unità visibile dei cristiani e chiedono alle chiese partecipanti la disponibilità a mettersi in discussione. Nel caso del CWC l'obiettivo è molto meno ambizioso (dialogo e conoscenza reciproca), conseguentemente alle singole chiese non viene richiesta nessuna disponibilità al cambiamento e le chiese partecipanti sono molto più numerose. 
Agli inizi, le relazioni tra il WCC e il CS/CWC sono state difficili. Secondo alcuni, il rigoroso rispetto da parte del CS/CWC delle reciproche differenze e la scelta di suddividere addirittura le comunioni per affinità teologiche, rischiavano di essere modi di rafforzare le divisioni e di sottrarre energie al dialogo ecumenico/. Secondo altri invece, il lavoro fatto all'interno delle singole comunioni è da considerare come una forma iniziale di vero e proprio movimento ecumenico.
Oggi le cose sono molto cambiate. Spesso un rappresentante del WCC è presente alle riunioni del CS/CWC e su mandato dell'assemblea del WCC di Porto Alegre nel 2006, è stato creato tra il WCC e le Christian World Communions una Commissione di Consultazione Congiunta (Joint Consultative Commission – JCC) che discute e raccomanda modi di rafforzare ulteriormente la partecipazione del CWC alla vita e al lavoro del WCC.

## Communions rappresentate
- Alleanza mondiale battista
- Alleanza mondiale delle Chiese riformate
- Alleanza Evangelica Mondiale
- Chiesa cattolica
- Comunione Anglicana
- Conferenza Generale degli Avventisti del Settimo Giorno
- Conferenza episcopale vetero-cattolica internazionale
- Conferenza Generale Mennonita
- Consiglio metodista mondiale
- Disciples Ecumenical Consultative Council
- Esercito della Salvezza
- Federazione Mondiale Luterana
- Friends World Committee for Consultation
- Moravian Church Worldwide Unity Board
- Pentecostali
- Patriarcato Ecumenico
- Patriarcato di Mosca
- Reformed Ecumenical Council
- World Convention of Churches of Christ